# Angela Gheorghiu
Angela Gheorghiu, romunska sopranistka, * 7. september 1965, Adjud, Romunija.
Angela Gheorghiu (naglašeno [ɡjorˈɡj.u]; rojena Angela Burlacu) je kot operna pevka debitirala leta 1990. Odtlej nastopa v najvidnejših opernih vlogah po svetovnih glasbenih prestolnicah (Metropolitanska opera v New Yorku, Kraljeva operna hiša Covent Garden v Londonu, Dunajska državna opera, milanska Scala, idr. Ima obilno diskografijo, večinoma v okviru založb EMI Classics in Decca. Njen soprog je slavni tenorist Roberto Alagna.